# Hovs församling, Linköpings stift
Hovs församling var en församling i Linköpings stift inom Svenska kyrkan i Vadstena kommun. Församlingen uppgick 2006  i Vadstena församling.

## Administrativ historik

Hovs församlings vapen.

Församlingen har medeltida ursprung. 
Församlingen utgjorde under medeltiden ett eget pastorat för att därefter till 1962 vara moderförsamling i pastoratet Hov och Appuna. Från 1962 till 1992 var församlingen annexförsamling i pastoratet Väderstad, Hov, Appuna, Kumla, Rinna och Hogstad. Från 1992 var församlingen annexförsamling i pastoratet Vadstena, Hov och Strå. Församlingen uppgick 2006  i Vadstena församling.
Församlingskod var 058410.

## Kyrkoherdar
| Ämbetstid | Namn                         | Levnadstid | Övrigt                                                         |
| --------- | ---------------------------- | ---------- | -------------------------------------------------------------- |
| 1365–1369 | Nils (Kul)                   |            |                                                                |
| 1374      | Petrus                       |            |                                                                |
| 1526      | Andreas Gregorii             |            | Curatus.                                                       |
| 1535–1538 | Haquinus                     |            |                                                                |
| 1551      | Johannes Pauli Montanus      |            |                                                                |
| 1552–1556 | Lars Jönsson                 |            | Kyrkopräst och kontraktsprost i Lysings kontrakt.              |
| 1559–1614 | Simon Petri                  | 1524–1614  |                                                                |
| 1616–1622 | Nicolaus Petri Liurénius     | Död 1622   | Kyrkoherde.                                                    |
| 1623–1641 | Hermannus Hermanni Schilling | 1588–1653  | Kyrkoherde. Avsatt 1641. Senare kyrkoherde i Borgs församling. |
| 1641–1665 | Andreas Petri Normolander    | 1599–1665  | Kyrkoherde och kontraktsprost.                                 |
| 1667–1695 | Johannes Phallenius          | 1613–1695  | Kyrkoherde och kontraktsprost.                                 |
| 1696–1715 | Johannes Storck              | 1649–1715  | Kyrkoherde.                                                    |
| 1716–1735 | Jonas Sörling                | 1669–1735  | Kyrkoherde.                                                    |
| 1737–1739 | Andreas Frosterus            | 1685–1739  | Kyrkoherde.                                                    |
| 1741–1748 | Carl Collin                  | 1702–1748  | Kyrkoherde.                                                    |
| 1750–1757 | Christian Follin             | 1710–1757  | Kyrkoherde.                                                    |
| 1759–1801 | Daniel Grevillius            | 1717–1801  | Kyrkoherde och prost.                                          |
| 1802–1839 | Anders Wångenberg            | 1766–1839  | Kyrkoherde och prost.                                          |
| 1840–1862 | Johan Ulrik Wallenberg       | 1793–1862  | Kyrkoherde och prost.                                          |
| 1863–1891 | Wilhelm Lidberg              | 1813–1891  | Kyrkoherde och kontraktsprost.                                 |
| 1892–1910 | Johan Ludvig Bergvall        | 1838–1910  | Kyrkoherde.                                                    |
| 1912–1920 | Joel Olof Fries              |            | Kyrkoherde. Senare kyrkoherde i Södra Vi församling.           |
| 1920–1942 | Axel Johannes Lydahl         | 1870–      | Kyrkoherde.                                                    |
| 1942–     | Folke Odenbring              | 1902–      | Kyrkoherde.                                                    |

## Klockare och organister
| Ämbetstid | Namn                   | Levnadstid | Kommentarer                         |
| --------- | ---------------------- | ---------- | ----------------------------------- |
| 1667–1679 | Sven Andersson         | –1679      | Klockare                            |
| 1711      | Tyres Bengtsson        |            |                                     |
|           | Jöns Haraldsson        | 1685–      |                                     |
| –1753     | Jonas Svensson         |            | Klockare                            |
| 1754–     | Nils Carlsson Ashling  |            | Klockare                            |
| –1778     | Peter Vallentin Blom   | 1751–1796  | Klockare och organist               |
| –1787     | Arvid Hagman           | 1736–      | Klockare och organist               |
| 1787–1796 | Magnus Molin           | 1759–1796  | Klockare och organist               |
| 1797–     | Johan Henric Blommdahl | 1770–      |                                     |
| 1808–1852 | Per Beckstrand         | 1780–1852  |                                     |
| 1845–1904 | Sven Magnus Svensson   | 1819–1904  | Klockare, organist och lärare       |
| 1880–1899 | Lars Niklas Larsson    | 1857–1899  | Lärare och vikarierade som organist |
| 1900–1925 | Viktor Petersson       | 1864–1941  | Klockare, organist och lärare       |
| 1925–1941 | Folke Ekholm           | 1901–1993  | Organist, klockare och skollärare   |
| 1942–1946 | Martin Cederlöw        | 1906–1988  | Organist, klockare och skollärare   |
| 1947–1952 | Nils Bokblad           | 1908–2002  | Organist, klockare och skollärare   |

## Kyrka
- Hovs kyrka